# اچ‌ام‌اس رادنی (۱۸۸۴)
اچ‌ام‌اس رادنی (۱۸۸۴) (به انگلیسی: HMS Rodney (1884)) یک کشتی بود که طول آن ۳۲۵ فوت (۹۹ متر) بود. این کشتی در سال ۱۸۸۴ ساخته شد.